# پارک چوا
پارک چوا (متولد شده در ۶ مارس۱۹۹۰ میلادی) یک خواننده و بازیگر اهل کره جنوبی است و همچنین عضو یک گروه دخترانه کیپاپ بنام ای او ای بود. چوا به عنوان مجری برنامه ما ازدواج کردیم در مارس ۲۰۱۵ بود.وی در ژوئن۲۰۱۷ به دلیل افسردگی گروه aoa را ترک کرد.

## زندگی‌نامه
چوا در ۶ مارس ۱۹۹۰ در شهر اینچئون در کره جنوبی متولد شد.
او علاقه‌مند به تحصیل در دانشگاه موسیقی بوده است اما به خاطر پدرش که معتقد بوده است که او باید شغل مناسبی داشته باشه در دانشگاه Inha Technical رشته مدیریت تجارت هوایی را خوانده است. اولین گام چوا برای خواننده شدن ملاقات جونیل یکی از خوانندگان سولوی سابق کمپانی fnc بود و او دربارهٔ آزمون ورودی دختران FNC به او اطلاع می‌دهد.
والدین او ابتدا مخالف چوا برای خواننده شدن بودند اما با اینحال چون استعداد نوازندگی پیانو را از مادرش به ارث برده بود به او اجازه می‌دهند.
چوا به مدت ۳ سال گیتار کار کرده است و همچنین از زمان دبیرستان شبها تمرین آواز انجام می‌داد و در مسابقات شرکت می‌کرد و اگر شکست می‌خورد با اینحال تسلیم نمی‌شد.